# Nicolas de Harlay de Sancy
Pour les articles homonymes, voir Harlay.
Nicolas de Harlay, sieur de Sancy, né en 1546 et mort le 17 octobre 1629 à Maule, est un homme politique et diplomate français du règne d'Henri IV.

## Biographie

### Origines et famille
Fils de Robert de Harlay de Sancy, conseiller au Parlement, et de Jacqueline II de Morainvillier(s), dame de Maule, Nicolas Harlay de Sancy est issu d'une famille protestante. Après le massacre des Huguenots lors de la Saint-Barthélémy, il se fit plus discret dans la promotion de sa foi, au point d'être accusé de s'être converti au catholicisme, il s'afficha néanmoins de nouveau réformé plusieurs années après. Il se convertit finalement au catholicisme le 10 mai 1597. Certains le critiqueront en pensant qu'il se convertissait pour amadouer Henri IV ou par lâcheté. Ce fut le cas d'Agrippa d'Aubigné qui écrivit de nombreux pamphlets à son encontre. Il est l'arrière-arrière-petit-fils de Jacques Cœur et l'arrière-arrière-arrière-arrière-petit-fils possible d'Étienne Marcel ,,,
La famille de Harlay est une très ancienne lignée française qui disparut en 1749 († de Marie-Louise-Madeleine de Harlay-Beaumont, née en 1694, femme du maréchal Christian-Louis de Montmorency-Luxembourg prince de Tingry, avec postérité : d'où le duché de Beaumont ; la princesse de Tingry était la fille d'Achille IV de Harlay, † 1717, lui-même fils d'Achille III, † 1712, et d'Anne-Madeleine fille de Guillaume de Lamoignon ; Achille III était fils d'Achille II, † 1671, x Jeanne-Marie fille de Nicolas de Bellièvre ; Achille II était le petit-fils d'Achille Ier, † 1616, ci-dessous, x Catherine fille de Christophe de Thou). Plusieurs branches lui reviennent telles que les Sancy, les Beaumont, les Cési, les Champvallon, les Montglat. Elle fournit de nombreux hommes de loi, d'Église ou de cour importants durant l'Ancien régime. Ainsi, notre Nicolas de Sancy était le cousin germain d'Achille Ier de Harlay-Beaumont, et de Jacques de Harlay-Champvallon-Bréval (leurs grands-parents communs étaient Louis Ier de Harlay x Germaine Cœur, petite-fille de Jacques). Jacques de Harlay était père de François II et grand-père de François III de Harlay (1625-1695 ; seigneur de Champvallon, archevêque de Rouen).

### Carrière militaire et diplomatique
Au service du roi Henri III en 1589, il lève une armée de mercenaires suisses, faisant preuve d'exploits de diplomatie quand on sait qu'il mena grâce à cela, une campagne en Savoie sans débourser le moindre sou. Il conquit ainsi en 1589, le pays de Gex, rattaché à la France en 1601. Théodore Agrippa d’Aubigné l'accuse de manquer de courage et d'intelligence militaire :« Quant à l’honneur, en temps de guerre il ne se gagne avec eux [les protestants] qu’à coups d’espee : chose que je desdaigne fort , encor que l’on m’ait fait colonnel des Suisses. » (Confession catholique du sieur de Sancy, II, 5, in Œuvres, éd. PLéiade, p. 643) En 1589, pendant cette guerre de Genève menée contre le duc de Savoie, il fit plusieurs erreurs en commandant ses troupes, qu’il ramena plus tard au service d’Henri III. Il est surintendant des bâtiments de 1594 à 1599, puis ambassadeur à Londres. Il devient, en 1596, Colonel général des Cent-Suisses et de Grisons jusqu'en 1605. Il se fait connaître à la cour du roi, et c'est sous le règne des premiers Bourbons que commencera réellement sa carrière politique. Il est un des huit membres composant le Conseil des finances que Henri IV instaure pour remplacer la surintendance des finances, supprimée par le règlement du 25 novembre 1594, à la mort de François d'O. Jusqu'à sa disgrâce en 1598, il fait figure de chef du département des finances mais ne porte pas le titre de surintendant.
Héritier de la baronnie de Maule, Montainville et de multiples seigneuries franciliennes, il acquiert le marquisat de Maillebois à la mort du surintendant des finances François d'O, avant qu'elle ne passe aux Le Camus de Jambville.
Grand diplomate de la cour, il part en 1596 pour un voyage en Angleterre avec Guillaume du Vair et le maréchal de Bouillon pour créer une alliance contre l'Espagne qui assiège Calais. Il rencontrera d'ailleurs la reine Élisabeth Ire.

### Famille
En 1597, il obtient, par son mariage le 15 février 1575 avec Marie Moreau, fille de Raoul Moreau, grand seigneur francilien, trésorier du roi Henri II, seigneur d'Auteuil, de Thoiry, et de Grosbois, le domaine et la seigneurie de Boissy. Il aura plusieurs enfants de ce mariage :
- Nicolas de Harlay (mort en 1601 au siège d'Ostende), baron de Maule et de Sancy, capitaine d'infanterie au régiment du comte de Coligny ;
- Henri de Harlay (mort en 1667), baron de Maule, seigneur de Palmort et de Sancy, maître de camp d'infanterie puis capitaine de cavalerie, lieutenant de Lesdiguières en Italie ;
- Gaspard de Harlay (mort jeune) ;
- Achille de Harlay de Sancy (1581-1646), homme d'église (évêque de Lavaur puis de Saint-Malo) ;
- François de Harlay (mort jeune) ;
- Charlotte de Harlay de Sancy (1579-1652), marquise de Bréauté, puis, à partir de 1604, religieuse carmélite au couvent de l'Incarnation, dont elle fut prieure de 1615 à 1624 sous le nom de Mère Marie de Jésus[10] ;
- Marthe de Harlay, religieuse ;
- Jacqueline de Harlay de Sancy, marquise de Villeroy et d'Allincourt, baronne de Bury † 1618, épouse en 1596 Charles de Neufville, marquis de Villeroy, ambassadeur à Rome (1604-1608), gouverneur de Lyon † 1642, dont postérité ;
- Catherine de Harlay, dame de Mailleray par mariage.

### Formation
Il devint successivement conseiller au parlement, maître des requêtes, ambassadeur en Angleterre et en Allemagne, Colonel général des Cent-Suisses, premier maître d'hôtel du roi et surintendant des finances. Réunissant ainsi le ministère, la magistrature et le commandement de armées. Bien qu'il n'ait géré les finances du royaume que dans l'ombre historique de Sully, il sut néanmoins apporter une certaine stabilité monétaire après les guerres de religion qui faciliteront la tâche à ses successeurs. Il fut néanmoins disgracié par Jacques-Auguste de Thou et remplacé en 1598 par Maximilien de Béthune, baron de Rosny, duc et pair de Sully, qui s'attirait de plus en plus l'amitié du roi. Pourtant fait chevalier de l'ordre par le roi en 1604, humilié et frustré par ce remplacement qui lui semble injuste, il se retire de la vie publique en 1605.

### Ses conversions
Converti au catholicisme au moment de la Saint-Barthélemy, il redevient huguenot, puis à nouveau catholique en 1597. Théodore Agrippa d’Aubigné en fait sa cible dans la Confession catholique du sieur de Sancy. Il lui fait ainsi dire : « C’eust esté encore un bel argument des estranges transsubstantiations, si le Comte Maurice eust esté aussi prompt à contribuer les quatre cens mille escus que furent ceux de Berne, et Geneve les cents mille escus, sur les gages de ma troisiesme conversion. » (I, 10, De la Transubstantiation, Œuvres complètes, éd. Pléiade, 1969, p. 622)

### La France équinoxiale (Brésil)
En 1612, à soixante-six ans (?), il part pour une expédition au Brésil dans le but d'y fonder une colonie française et une ville, Saint-Louis de Maragan (São Luís de Maranhão), sous les ordres de  Charles Des Vaux et Daniel de la Touche, seigneur de la Ravardière, avec l'appui financier de la famille Razilly. Ce sera la France équinoxiale. L'entreprise pourtant ne réussira pas, puisque dès 1615, ils sont délogés par les Portugais. 
Il meurt le 27 mars 1629 ou 13 octobre 1629, à Maule, à l'âge de 83 ans. Il est enterré avec son épouse à Saint-Nicolas-des-Champs à Paris.

## Postérité mobilière et immobilière
Il laissera dans l'histoire, entre autres, la construction d'un château à Maule, le château d'Agnou, ainsi que des améliorations au château de Dourdan, construisant des bâtiments le long des courtines sud. Il possédait aussi deux célèbres diamants, parmi les plus gros connus à l'époque : le Sancy (55 carats) qu'il vendit au roi Jacques Ier d'Angleterre et qui sera racheté plus tard par le cardinal Mazarin à Henriette de France, reine d'Angleterre, puis légué à son filleul Louis XIV (il fut placé sur la couronne de Louis XV, et porté par Marie-Antoinette, aujourd'hui dans les  collections du musée du Louvre) ; et le Beau Sancy, de 35 carats, qu'il achète en 1570 et auquel on prête une histoire fabuleuse. Le Beau Sancy est acheté en 1600 par Henri IV, contre 70 000 écus. Ce dernier voulait l'offrir à Marie de Médicis (aujourd'hui en collection privée). 
Il prendra également la plume et rédigera son Discours sur l'occurrence des affaires.

## Titres
- Seigneur, puis Baron, de Maule, de Montainville et seigneur de Beule (1602).
- Baron de Sancy.
- Seigneur de Marcq en 1616.
- Seigneur du Mesnil-Durant, vendu en 1615 à Guillaume Marescot.
- Seigneur de Grobois et de Boissy en 1575 (par son mariage avec Marie Moreau, fille de Raoul Moreau, seigneur de Grobois, de Boissy et de Thoiry).
- Seigneur d'Issou.
- Conseiller au Parlement, maître des requêtes (1573).
- Ambassadeur de France (1575-1582).
- Premier maître d'hôtel du roi.
- Gouverneur de Châlons, lieutenant-général du roi en Bourgogne.
- Colonel général des Cent-Suisses et des Grisons de 1596 à 1605.